# South Cambridgeshire
South Cambridgeshire är ett distrikt (motsvarande kommun) i grevskapet Cambridgeshire i England, Storbritannien. Distriktet har 165 633 invånare (2022). Det omfattar området kring staden Cambridge som dock inte ingår i distriktet utan utgör ett eget distrikt City of Cambridge.
Enda större ort är den administrativa huvudorten Cambourne.
South Cambridgeshire består av 104 civil parishes för visst lokalt självstyre.